# 劳滕县
劳滕县是东帝汶民主共和国劳滕区的一个县，该县面积448.38平方公里，2010年人口普查时时人口为14147，县治位于劳滕市。